# スデイリー・セブン
スデイリー・セブン（アラビア語: السديريون السبعة As-Sudayrīyūn as-Sabʿah、英語: Sudairi Seven）とは、サウジアラビアの王家サウード家のうち、初代サウジアラビア国王アブドゥルアズィーズ・イブン・サウード（1876年 - 1953年）と、彼が最も寵愛したスデイリー家出身の女性ハッサ（1900年 - 1969年）との間に生まれた7人の男子のこと。
王位継承権を持つ7人の男子と、彼らの子や孫が王家の中で権勢を振るい、実際に7人のうち4人が王位継承順第1位となる王太子に指名され、このうち即位前に病死しなかった2人が国王に即位した。2015年に第6代国王アブドゥッラー・ビン・アブドゥルアズィーズが死去し、スデイリー・セブンの一人であるサルマーンが即位した際には、スデイリー閥によって前国王アブドゥッラーの人脈が排除され、王室内でのスデイリー閥の主導権が強められたとされている。また、男子の他にハッサ妃は4人の女子ももうけた。

## 構成
王位継承順に挙がった人物を太字で記す。
1. ファハド・ビン・アブドゥルアズィーズ（1921年 - 2005年）、王太子（1975年 - 1982年）、第5代国王（1982年 - 2005年）
2. スルターン・ビン・アブドゥルアズィーズ（1929年 - 2011年）、王太子（2005年 - 2011年、王位即位前に病死）
3. アブドゥッラフマーン・ビン・アブドゥルアズィーズ（1931年 - 2017年）、防衛副大臣（1978年 - 2011年）
4. ナーイフ・ビン・アブドゥルアズィーズ（1934年 - 2012年）、王太子（2011年 - 2012年、王位即位前に病死）
5. トゥルキー・ビン・アブドゥルアズィーズ（1934年 - 2016年）、防衛副大臣（1968年 - 1978年）
6. サルマーン・ビン・アブドゥルアズィーズ（1935年 - ）、王太子（2012年 - 2015年）、第7代国王（2015年 - ）
7. アフマド・ビン・アブドゥルアズィーズ（1942年 - ）、内務大臣（2012年）

## スデイリー・セブンの子
王位継承順に挙がった人物を太字で記す。スデイリー・セブンの子は初代国王の孫の世代で、「第3世代」となる。
- ムハンマド・ビン・ナーイフ（1959年 - ）、副王太子（2015年）、王太子（2015年 - 2017年、国王勅命により廃立）
- ムハンマド・ビン・サルマーン（1985年 - ）、副王太子（2015年 - 2017年）、王太子（2017年 - ）